# Benoni Ambăruș
Benoni Ambăruș (n. 22 septembrie 1974, Somușca, România) este un cleric romano-catolic român, care îndeplinește funcția de episcop auxiliar al Diecezei de Roma.

## Biografie

### Studii
S-a născut la 22 septembrie 1974 în satul cu populație ceangăiască Somușca (comuna Cleja) din județul Bacău. A absolvit Școala Generală de 8 clase din Somușca în 1989, iar apoi, în perioada 1990-1994, a urmat studii la Liceul Seminarial Romano-Catolic (Seminarul Mic) din Iași, obținând bacalaureatul în 1994. A frecventat apoi cursurile Seminarului Teologic Romano-Catolic (Seminarul Mare) din Iași în perioada 1994-1996, pe care le-a continuat începând din noiembrie 1996 la Seminarul Mare Pontifical Roman de la Roma, unde a obținut bacalaureatul în teologie.

### Activitatea pastorală

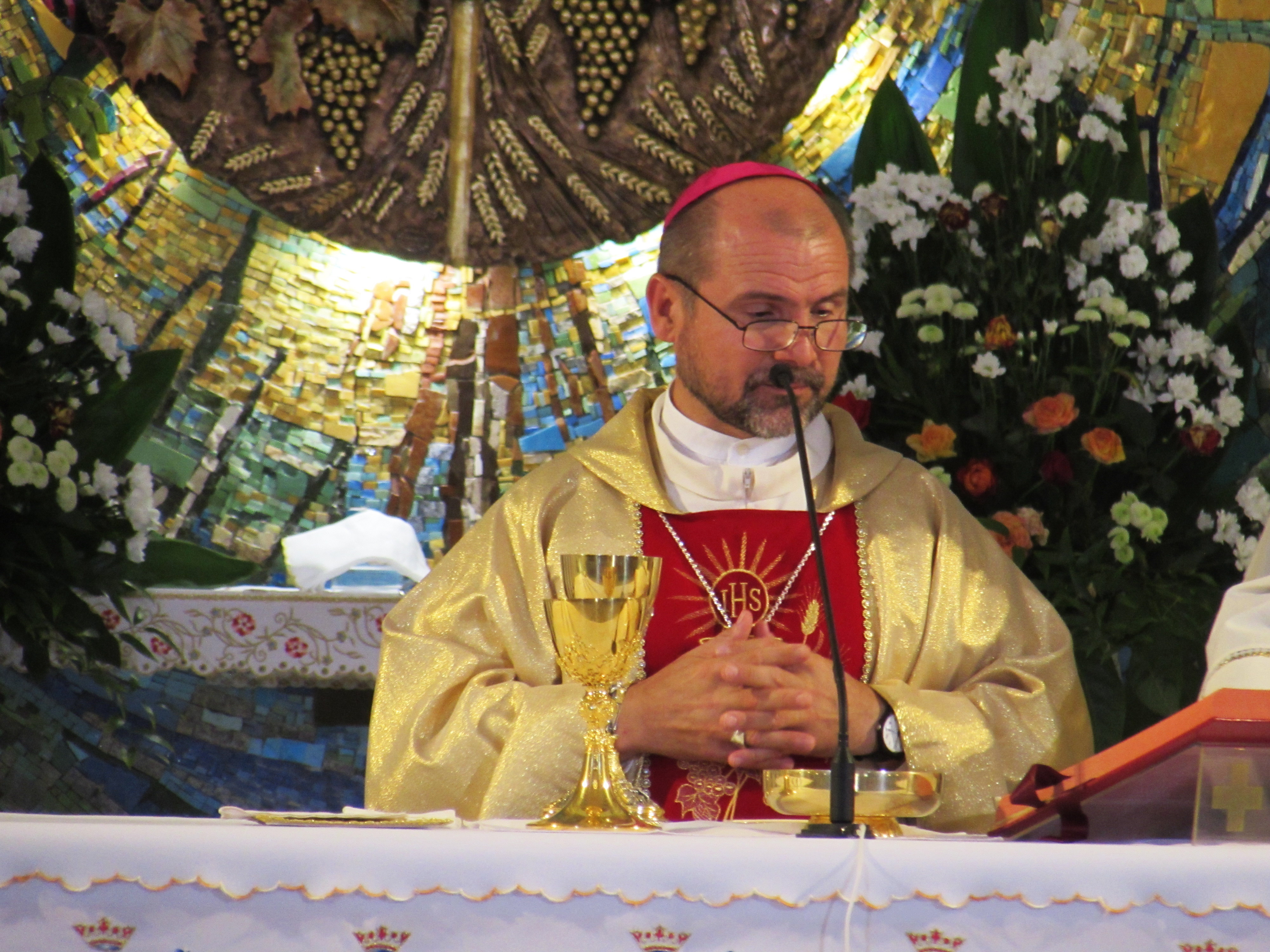
Sfântă Liturghie celebrată de Benoni Ambăruș

A fost hirotonit preot în Catedrala „Adormirea Maicii Domnului” din Iași în 29 iunie 2000 de arhiepiscopul Jean-Claude Périsset, nunțiu apostolic în România și Republica Moldova, fiind încardinat în Dieceza de Iași. A activat apoi o scurtă perioadă ca vicar parohial la Mărgineni (8 august - 20 septembrie 2000). S-a întors în același an la Roma, unde a urmat studii suplimentare la Universitatea Pontificală Gregoriană din Roma, devenind în 2001 licențiat în teologie dogmatică.
După ce a desfășurat activități în Dieceza Romei mai întâi ca asistent formator la Seminarul Mare Pontifical Roman (1 septembrie 2001 - 30 iunie 2004) și apoi ca student colaborator parohial la Parohia „San Frumenzio ai Prati Fiscali” din Roma⁠(d) (1 septembrie 2004 - 21 septembrie 2007), a fost încardinat la 21 septembrie 2007 în clerul Diecezei de Roma. A activat ca vicar parohial la Parohia „San Frumenzio” (2007-2010) și apoi la Parohia „Santa Maria Causa Nostrae Laetitiae” din Torre Gaia⁠(d) (2010-2012), iar în 2012 a devenit paroh al Parohiei „Santi Elisabetta e Zaccaria” din Valle Muricana, unde a rămas până în 2018. Parohia „Santi Elisabetta e Zaccaria” din Valle Muricana a fost prima parohie din Dieceza de Roma care a primit vizita pastorală a noului papă Francisc, la 26 mai 2013. La 16 octombrie 2017 a fost numit vicedirector al Asociației Caritas din Dieceza de Roma, iar la 1 septembrie 2018 a preluat funcția de director. I-a succedat Mons. Enrico Feroci⁠(d), care a fost numit rector al Seminarului de la sanctuarul Fecioarei Maria a Iubirii Divine (Madonna del Divino Amore).

### Episcop auxiliar al Diecezei de Roma
În 20 martie 2021 papa Francisc l-a numit episcop titular de Truentum și episcop auxiliar al Diecezei de Roma. Conducătorul Diecezei de Roma este papa Francisc, care își exercită autoritatea prin intermediul unui vicar general, ce avea până atunci șase episcopi auxiliari: cinci episcopi pentru fiecare sector al Romei (nord, sud, est, vest și centru) și unul însărcinat cu activitatea pastorală în spitale și clinici. Preotul Ambăruș (cunoscut de săracii din Roma cu porecla „don Ben”) a devenit al șaptelea episcop auxiliar al Diecezei de Roma, având misiunea să se ocupe cu activitățile caritabile, cu pastorația migranților (îndeosebi romi și Sinti) și cu centrul misionar diecezan.
Benoni Ambăruș a fost hirotonit episcop pe 2 mai 2021 în Bazilica „Sfântul Ioan din Lateran” de către cardinalul Angelo De Donatis⁠(d), vicar general al Diecezei de Roma, asistat de Enrico Feroci⁠(d) (cardinal diacon de Santa Maria del Divino Amore a Castel di Leva) și Aurel Percă (arhiepiscop al Arhidiecezei de București). Noul episcop și-a ales ca motto un pasaj din Evanghelia după Marcu (12, 44): „Omnia quae habuit misit” (în traducere „A pus tot ce avea”).
Prima vizită pe care a făcut-o ca episcop în România a avut loc în august 2021, ocazie cu care Benoni Ambăruș a vizitat locurile sale natale, a celebrat o Sfântă Liturghie în satul Somușca (la 15 august, sărbătoarea Adormirii Maicii Domnului) și a prezidat Sfânta Liturghie în Catedrala „Sfânta Fecioară Maria Regină” din Iași (la 22 august, în ziua hramului catedralei), în prezența episcopilor Iosif Păuleț și Petru Gherghel.